# ジェームズ・ミルンズ
ジェームズ・G・ミルンズ・ジュニア（James G. Millns Junior、1949年1月13日 - ）は、アメリカ合衆国オハイオ州トレド出身の男性フィギュアスケート選手。1976年インスブルックオリンピックアイスダンス銅メダリスト。パートナーはコリーン・オコーナー。

## 経歴
- 1970年にコリーン・オコーナーとカップルを結成。
- 1974年、1975年、1976年全米フィギュアスケート選手権優勝。
- 1976年インスブルックオリンピックで銅メダルを獲得。同年の世界フィギュアスケート選手権で3位となり引退。

## 主な戦績
| 大会/年      | 1973-74 | 1974-75 | 1975-76 |
| ------------ | ------- | ------- | ------- |
| オリンピック |         |         | 3       |
| 世界選手権   | 7       | 2       | 3       |
| 全米選手権   | 1       | 1       | 1       |